# Андре Львов
Андре́ Міше́ль Львов (фр. André Michel Lwoff; 8 травня 1902, Ене-ле-Шато — 30 вересня 1994, Париж) — французький мікробіолог, лауреат Нобелівської премії з фізіології або медицини за 1965 рік разом із Франсуа Жакобом та Жаком Моно) "за відкриття в галузі генетичного контролю синтезу ферментів і вірусів ".

## Біографія

### Сім'я
Андре Львов народився 8 травня 1902 року в селі Ене-ле-Шато (департамент Альє, Франція) в єврейській родині російського походження.
Батько — Соломон Кеселевич Львов — був народовольцем, а згодом психіатром, головним лікарем психіатричної лікарні під Парижем; за участь у студентському революційному русі в Києві був разом із братами Наумом (1856—1889) та Ароном засланий в Олонецьку губернію, і після втечі в 1887 року емігрував до Франції. У 1910—1911 роках він разом з Полем Серьйо (Paul Sérieux) очолював державну експедицію з вивчення психічних захворювань і психіатричної допомоги в Північній Африці (Алжир та Марокко). Після експедиції опублікував низку важливих публікацій з психіатричної епідеміології, які мають значення для історії медицини донині . За дорученням Міністерства внутрішніх справ займався також вивченням організації медичної допомоги психічнохворим у сільській місцевості в долині Сени, що знайшло відображення в колективних монографіях " Rapport sur le service des aliénés du département de la Seine pour l'année 1911 " і " Rapport Sur Le Service Des Aliénés Du Département De La Seine Pendant L'année 1914 et 1915 ". Саме батько зацікавив юного Львова медициною, коли ще підлітком приводив його з собою на ранкові обходи хворих .
Мати, Марія Яківна Львова (до шлюбу Симонович або Сімінович, 1864—1955) — скульптор, двоюрідна сестра (по матері) художника Валентина Сєрова, зображена ним на відомій картині «Дівчина, освітлена сонцем» (переданої нею в дар Третьяковської галереї в 1940 році)  і на пізнішому портреті . Вчилася скульптурі й живопису в Парижі, де познайомилася з майбутнім чоловіком. Залишила мемуари (1949) про свою сестру Надію Яківну Симонович (у шлюбі Дервіз, 1866—1907) та її чоловіка художника В. Д. Дервіза (1853—1937) — батьків відомої художниці М. В. Фаворської (1887—1959).
Дід науковця — Яків Миронович Симонович (1840—1883) — дитячий лікар, випускник Медико-хірургічної академії (нині Військово-медична академія), автор книг з педіатрії і педагогіки ("Наочне навчання для дітей, тільки що надійшли в народну школу ", Тифліс, 1870 ; "Теорія природного добору та її застосування до людини ", Тифліс, 1872; " Основи гігієни ", СПб, 2-е вид., 1883; "Практичні нотатки про індивідуальне і суспільне вихованні малолітніх дітей ", разом із дружиною А. С. Симонович, СПб, 1874, 1884 і 1907). З 1876 року служив в Єлизаветинській дитячої лікарні в Петербурзі; разом із дружиною видавав журнал " Дитячий сад " (1866—1968) і завідував першими дитячими садками на теренах Російської імперії в Петербурзі і Тифлісі.
Бабуся науковця — Аделаїда Семенівна Симонович (до шлюбу Бергман, 1844—1933) — педагог, стояла біля витоків дошкільної освіти в Росії, 27 вересня 1863 року разом з чоловіком відкрила в Петербурзі перший в Російській імперії дитячий садок і почала видавати журнал «Дитячий сад», присвячений питанням дошкільної освіти . У 1870—1876 роках завідувала дитячим садком у Тифлісі, в 1886 році у заснувала при Калачаевской сільській школі в Тверської губернії перші дитячі ясла, в 1874 році опублікувала двотомне зібрання своїх з чоловіком статей з педагогіки і психології дошкільного віку " Практичні нотатки про індивідуальне і суспільне виховання малолітніх дітей ", що витримало два перевидання (у 1884 і 1907 роках, останнє під назвою " Дитячий сад "з ілюстраціями власних дітей). Відомі портрети дітей А. С. Симонович у виконанні В. А. Сєрова (див., наприклад, М. Я. Симонович, /picture.php ? id_picture = 7005 А. Я. Симонович-Дервіз, 1872-1945) і також вона).
Тітка Андре Львова (див. скульптурний портрет тут [Архівовано 28 вересня 2007 у Wayback Machine.]) — Ніна Яківна Симонович-Єфімова (1877—1948) — художниця, одна із засновниць і теоретик дитячого лялькового театру в Росії (театр Петрушки), авторка книг спогадів про свого двоюрідного брата художника В. А. Сєрова та інших (« Записки Петрушечника », Держвидав:Москва-Ленінград, 1925, « Ляльки на тростині», Москва, 1940; " Спогади про Валентина Олександровича Сєрова ", Художник РРФСР: Москва, 1964; " Записки петрушечника та статті про театр ляльок ", Мистецтво: Москва, 1980; " Записки художника ", Радянський художник: Москва, 1982). Дружина скульптора І. С. Єфімова (1878—1959), разом з яким в 1918 році заснувала перший радянський театр ляльок Єфімових (тепер дитячий театр ляльок ім. М. І. Сац) . Див. галерею художниці тут [Архівовано 19 грудня 2010 у Wayback Machine.].
Інші родичі: сестра бабусі Валентина Семенівна Сєрова (до шлюбу Бергман, 1846—1924) — перша в Росії жінка — професійна композитор, авторка опер « Уріель Акоста» (1885), «Ілля Муромець» (1899), «Марія д'Орваль», «Глитай», фортепіанного циклу, спогадів (Санкт-Петербург, 1914) про сина художника В. А. Сєрова та чоловіка композитора О. М. Сєрова, чиї опери « Ворожа сила» і «Коваль Вакула» вона закінчила після смерті чоловіка. Двоюрідний племінник Андре Львова — Луїс Сімінович — канадський молекулярний біолог, який в серії спільних робіт з Андре Львовим і Нільсом Кьєлгаардом з дослідження впливу ультрафіолетового випромінювання на лізогенію бактерій вперше продемонстрував його індуктивний вплив на виділення бактеріофага і його роль в загибелі клітини .

## Життєпис і наукова кар'єра
У 19-річному віці вступив до Пастерівського інституту, де навчався у всесвітньо відомого французького мікробіолога Едуара Шатона (фр. Edouard Chatton), з яким згодом працював разом протягом 17 років. Перші дослідження Львова були в області паразитичених інфузорій, циклу їхнього розвитку і морфогенезу. Пізніше працював над проблемами, пов'язаними з харчуванням найпростіших одноклітинних організмів. У 1962 році запропонував класифікацію вірусів. Запровадив поняття провіруса; роботи з дослідження механізму зараження провірусом бактерій були удостоєні Нобелівської премії.
У 1925 році одружився з Маргеріт Бурдале (Marguerite Lwoff, 1905—1979), з якою познайомився в Пастерівському інституті й надалі проводив спільні дослідження. У 1929 році отримав медичний ступінь в Паризькому університеті, в у 1932 — ступінь доктора філософії.
У 1932—1933 роках завдяки гранту Рокфеллерівського фонду працював у лабораторії Отто Меєргофа в Гайдельберзькому університеті. У 1936 році завдяки іншому гранту того ж фонду працював у Кембриджі в лабораторії Девіда Кейліна. У 1938 році Львов став деканом факультету в Пастерівському інституті, а в 1959 році — професором мікробіології на Факультеті наук в Паризькому університеті

## Відзнаки
- Медаль Левенгука (1960)

Андре Львов мав почесні ступені низки університетів:
- Чиказький університет (D. Sc., 1959),
- Оксфордський університет (D. Sc., 1959),
- Університет Глазго (Doctor of Laws, 1963)
- Лувенський університет (MD, 1966).